# Nacionalna velika loža Francuske
Nacionalna velika loža Francuske (fra. Grande Loge nationale française), skraćeno GLNF, je regularna slobodnozidarska velika loža u Francuskoj koja okuplja više od 29.000 članova.

## Povijest
Ovu veliku ložu su 5. studenoga 1913. godine osnovale dvije lože, jedna koja se odvojila od Velikog orijenta Francuske dok je druga neovisno radila u Bordeauxu. Svoj rad je utemeljila 1929. godine na Osnovnim načelima za prepoznavanje velike lože koje je objavila Ujedinjena velika loža Engleske (UGLE) i tako postala regularna velika loža.
Sedam loža se izdvojilo te 2. listopada 1958. godine osnovalo Veliku nacionalnu ložu Francuske "Opera".
Krajem 2009. godine ova velika loža se suočila s unutarnjom krizom zbog financijskih izdataka što je dovleo da UGLE dvije godine kasnije objavi prekih odnosa s njima. U lipnju 2012. godine pet velikih loža Švicarske, Belgije, Austrije, Njemačke i Luksemburga zajedno su povuklo priznanje GLNF-a, proglasivši štetu nepopravljivom, a isto je učinila i UGLE nekoliko mjeseci kasnije. Deklaracija je potaknula Veliku ložu Francuske da preuzme vodeću ulogu u obnovi temelja regularnog slobodno zidarstvo u Francuskoj nudeći pomoć. U rujnu 2013. godine UGLE izvješćuje o postignutom napredku u francuskoj velikoj loži. Konačno u lipnju 2014. godine, velike lože Engleske, Škotske i Irske su izdale zajedničku izjavu priznajući regularnost Nacionalne velike lože Francuske.
U siječnju 2010. godine, Nacionalna velika loža Francuske imala je 1635 loža raspoređenih u 33 administrativne pokrajine, povezujući 43.500 članova. Godine 2012. izdvojio se dio članstva i formirao Veliku ložu francuskog masonskog saveza.

### Formiranje drugih velikih loža
Nacionalna velika loža Francuske je posebice bila aktivna na planu uspostave slobodnog zidarstva u drugim zemljama. Tako su osnovane Velika loža Gabona (1980.), Velika loža Španjolske (1982.), Velika loža Obale Bjelokosti (1989.), Legalna/Regularna velika loža Portugala (1991.) Velika loža Rusije (1995.), Velika loža Benina (1995.), Velika loža Burkine Faso (1997.), Nacionalna velika loža Malija (1999.), Velika loža Andore (2000.), Velika loža Konga (2000.), Velika loža Kameruna (2001.), Velika loža Mauricijusa (2005.), Velika loža Ukrajine (2005. u suradnji s Velikom ložom Austrije) i te Nacionalna regularna velika loža Kneževine Monako (2010. u suradnji s Ujedinjenom velikom ložom Engleske i Ujedinjenim velikim ložama Njemačke).

## Ustroj
Sjedište Nacionalne velike lože Francuske je u Parizu.

### Lože
U studenom 2023. godine Nacionalna velika loža Francuske ima 1437 loža raspoređenih u 37 administrativnih pokrajina koje povezuju francuske departmane ili se otprilike preklapaju s francuskim regijama a po kojima su razvrstane lože. Administrativne pokrajine su raspoređene kako u kontinentalnoj Francuskoj tako i u prekomorskim departmanima i regijama i prekomorskim zajednicama, te drugim državama.
Administrativne pokrajine u kontinentalnoj Francuskoj su:
- Pokrajina Alpes-Maritimes (Province Alpes-Méditerranée) – nadležna za departman Alpes-Maritimes.
- Pokrajina Elzas (Province d'Alsace) – nadležna za područje Elzasa, odnosno departmane Bas-Rhin, Haut-Rhin i Territoire de Belfort.
- Pokrajinska velika loža Akvitanija (Grande loge provinciale d'Aquitaine) – nadležna za dio pokrajine Nova Akvitanija, bez departmana Gironde, Landes, Lot-et-Garonne i Atlantski Pireneji.
- Pokrajina Austrazija (Province d'Austrasie) – nadležna za područje Austrazije.
- Pokrajina Auvergne (Province d'Auvergne) – nadležna za područje Auvergne i departman Loire.
- Pokrajina Beauce i obala Sene (Province de Beauce – Rives de Seine) – nadležna za departmae Yvelines, Essonne i Eure-et-Loir
- Pokrajina Burgundija-Franche-Comté (Province de Bourgogne Franche-Comté ) – nadležna za pokrajinu Burgundija-Franche-Comté bez departmana Territoire-de-Belfort.
- Pokrajinska velika loža Bretanje (Grande loge provinciale de Bretagne) – nadležna za pokrajinu Bretanja na istoimenom poluotoku.
- Pokrajina Champagne-Ardenne (Province de Champagne-Ardenne) – nadležna za područje Champagne-Ardenne.
- Pokrajina Korzika (Province de Corse) – nadležna za otok i pokrajinu Korzika.
- Pokrajina Dauphiné Savoja (Province du Dauphiné Savoie) – nadležna za djelove departmana Ain i Isère te departmane Savoie i Haute Savoie (dijelove povijesne pokrajine Savoja).
- Pokrajina Flandrija (Province de Flandres) – nadležna za područje Nord-Pas de Calais; nosi naziv po Flandriji.
- Pokrajina Guyenne i Gaskonja (Province de Guyenne et Gascogne) – nadležna za dio pokrajine Nova Akvitanija, odnosno departmane Gironde, Landes, Lot-et-Garonne i Atlantski Pireneji; nosi naziv po povijesnim pokrajinama Guyenne i Gaskonja.
- Pokrajina Istočne marke (Province de Les Marchés de l'Est)
- Pokrajina Tri doline (Province de Les Trois Vallées)
- Pokrajina Lutecija (Province de Lutèce) – nadležna za pokrajinu Île-de-France bez departmana Pariz i Val-d'Oise; nosi naziv po starorimskom gradu Lutecija.
- Pokrajina Maine Atlantik (Province de Maine-Atlantique) – nadležna za područje Zemlje Loire; pokrajina nosi naziv po Grofoviji Maine i Atlantsom oceanu.
- Pokrajina Massalia (Province de Massilia) – nadležna za departman Bouches-du-Rhône; novi naziv po feničanskom naselju Massalia na mjestu današnjeg grada Marseillea.
- Pokrajina Neuilly Bineau (Province de Neuilly Bineau)
- Pokrajina Neustrija (Province de Neustrie ) – nadležna za područja Donje Normandije i Gornje Normandije, odnosno pokrajinu Normandija; nosi naziv po kraljevstvu Neustrija.
- Pokrajinska velika loža Okcitanije (Grande loge provinciale d'Occitanie) – nadležna za dijelove područja Pireneji-Jug, odnosno departmane Ariège, Haute Garonne, Gers i Hautes Pyrénées; nosi naziv po teritoriju Okcitanija.
- Pokrajina Pariz (Province de Paris) – nadležna za departman Pariz.
- Pokrajina Pariz-Plaine Monceau (Province de Paris – Plaine Monceau) – nadležna za Plaine Monceau, gradsku četvrt u Parizu.
- Pokrajina Pikardija i francuska ravnica (Province de Picardie – Plaine de France) – nadležna za područje Pikardije i departman Val-d'Oise.
- Pokrajina Provansa (Province de Provence) – nadležna za područje Provanse.
- Pokrajina Rouvray (Région de Rouvray)
- Pokrajina Septimanija (Province de Septimanie) – nadležna za područje Languedoc-Roussillon; novi naziv po teritoriju Septimanija.
- Pokrajina Zemlje hramova (Province Terres du Temple) – nadležna za dijelove područja Pireneji-Jug, odnosno departmane Aveyron, Lot, Tarn i Tarn-et-Garonne.
- Pokrajinska velika loža Dolina Loire (Grande Loge Provinciale du Val de Loire)
- Pokrajina doline Rone (Province de Vallée du Rhône)

Prekomorske administrativne pokrajine su:
- Velika loža međunarodnih pokrajina (Grande Loge de District International) – nadležna za azijske države Tajland, Singapur, Kambodža i Libanon.
- Pokrajina Gvadalupa i Sjvernih otoka (Province de Guadeloupe-Îles du Nord ) – nadležna za prekomorsku pokrajinu Gvadalupa.
- Pokrajina Gijana (Province de Guyane) – nadležna za prekomorsku pokrajinu Francuska Gijana.
- Pokrajina Réunion i Mayotte (Province de La Réunion-Mayotte ) – nadležna za prekomorske pokrajine Réunion i Mayotte.
- Pokrajina Martinik (Province de la Martinique) – nadležna za prekomorsku pokrajinu Martinik.
- Pokrajina Nova Kaledonija (Province de Nouvelle-Calédonie) – nadležna za sui generis prekomorsku zajednicu Nova Kaledonija.
- Pokrajina Tahiti (Province de Tahiti Nui) – nadležna za otok Tahiti u prekomorskoj zajednici  Francuska Polinezija.

Među masonskim ložama koje rade pod zaštitom Nacionalne velike lože Francuske su i:
- Loža "Villard de Honnecourt" (Loge Villard de Honnecourt) br. 13 – istraživačka loža nosi naziv po Villard de Honnecourt, graditelju iz 13. stoljeća.
- Loža "Lanac Europske unije" (Loge Chaine d'Union Européenne) br. 183, Longwy – dio je lanca istoimenih masonskih loža koje rade pod okriljem regularnih velikih loža u Europi.[11]
- Loža "Europljani" (Loge Les Européens) br. 1051, Pariz, Pokrajina Pariz – dio je lanca istoimenih masonskih loža koje rade pod okriljem regularnih velikih loža u Europi.[11]
- Loža "Europa Provansa Mediteran" br. 1960, Toulon, Pokrajina Provansa – dio je lanca istoimenih masonskih loža koje rade pod okriljem regularnih velikih loža u Europi.[11]

### Uprava
Nacionalnom velikom ložom Francuske upravlja veliki majstor (fra. Grand Maitre) koji se bira na trogodišnje razdoblje. Dosadašnji veliki majstori su:
1. Édouard de Ribaucourt (1913. – 1919.)
2. Charles Barrois (1919. – 1929.)
3. Henri de Mondehare (1929. – 1933.)
4. Louis-Gabriel Jollois (1933. – 1938.)
5. Marcel Vivrel (1938. – 1947.)
6. Pierre Chéret (1947. – 1958.)
7. Ernest Van Hecke (1958. – 1971.)
8. Auguste-Louis Derosière (1971. – 1980.)
9. Jean Mons (1980. – 1989.)
10. André Roux (1989. – 1992.)
11. Claude Charbonniaud (1992. – 2001.)
12. Jean-Charles Foellner (2001. – 2007.)
13. François Stifani (2007. – 2012.)
14. Jean-Pierre Servel (2012. – 2018.)
15. Jean-Pierre Rollet (2018. – 2024.)[13]
16. Yves Pennes (od 2024.)[14]

### Međunarodna suradnja
Velika loža sudjeluje u radu Svjetske konferencije regularnih masonskih velikih loža, kao i Međuameričke masonske konfederacije. Također, potpisala je povelje o prijateljstvu i međusobnom priznavanju s 212 regularnih velikih loža.

### Obredi
Nacionalna velika loža Francuske upravlja simboličkim stupnjevima plave lože (učenik, pomoćnik i majstor) i delegira upravljanje visokim stupnjevima na dodatna tijela i redove. Obredi koji se rade u plavoj loži su:
- Ispravljeni škotski obred (samo prva tri stupnja);
- Emulacijski obred;
- Drevni i prihvaćeni škotski obred (samo prva tri stupnja);
- Moderni francuski obred (samo prva tri stupnja).
- Yorčki obred (samo prva tri stupnja).
- Standardni škotski obred.

## Pridružena tijela i redovi
Upravljanje visokim stupnjevima Nacionalna velika loža Francuske provodi u pridruženim tijelima i redovima, od kojih svaki predstavlja po jedan obred i na temelju potpisanih konkordata.  Ova tijela i redovi su:
- Vrhovno nacionalno vijeće Francuske (Suprême Conseil national de France) – nadležno za rad škotskog obreda.[17][18]
- Vrhovni ujedinjeni veliki kapitel masona Kraljevskog luka za Francusku (Suprême Grand Chapitre Uni des Maçons de l'Arche Royale de France) – nadležan za rad kraljevskog luka.
- Francuski veliki kapitul – Vrhovno vijeće Modernog obreda za Francusku (Grand Chapitre Français – Suprême Conseil du Rite Moderne pour la France) – nadležan za rad moderni (francuski) obred.
- Veliki priorat Ujedinjenih, masonskih, vjerskih i vojnih redova Hrama i Svetog Ivana Jeruzalemskog, Palestine, Rodosa i Malte za Francusku (Grand Prieuré des Ordres Unis, Maçonniques, Religieuses et Militaires de Temple et de Saint-Jean de Jerusalem, Palestine, Rhodos et Malte pour la France) – nadležan za rad vitezova templara.[19]
- Velika loža mastora masona znaka Francuske (Grande Loge des Maîtres Maçons de Marque de France) – nadležna za rad majstora znaka.[20][21]
- Velika loža Drevnog i časnog bratstva mornara kraljevske arke za Francusku  (Grande Loge de l'Ancienne et Honorable Fraternité des Nautoniers de l'Arche Royale pour la France) – nadležna za rad mornara kraljevske arke.[22]
- Velika konklava Reda tajnog nadzornika ili Bratstvo Davida i Jonathana za Francusku (Grand conclave de l'Ordre du Moniteur Secret ou Fraternite de David et Jonathan pour la France) – nadležno za rad tajnih nadzornika.[23]
- Veliko koncil kraljevskih i odabranih majstora u Francuskoj (Grand Conseil des Maîtres Royaux et Choisis en France) – nadležno za rad kraljevskih i odabranih majstora.[24]
- Velika imperijalna konklava za Francusku Slobodnozidarskog i vojnog reda crvenog križa cara Konstatina i redova svetog Groba i svetog Ivana Evanđelista (Grand Conclave Impérial pour la France de l'Ordre Maçonnique et Militaire de la Croix Rouge de Constantin et des Ordres du Saint-Sépulcre et de Saint Jean l'Evangéliste) – nadležna za rad crvenog križa cara Konstatina.[25]
- Ispravljeni veliki priorat Francuske (Grand Prieuré Rectifié de France) – nadležan za rad ispravljenog škotskog obreda.[26][27]
- Veliki kolegij Francuske Svećenika vitezova templara Svetog kraljevskog luka i Reda svete mudrosti (Ordre des Chevaliers du Temple-prêtres de la Sainte Arche Royale) – nadležno za rad svećenika vitezova templara svetog kraljevskog luka kao i reda svete mudrosti.
- Pridružena tijela i redovi koji imaju svoje jedinice u Francuskoj:
  -  Rozenkrojcersko društvo Engleske (eng. Rosicrucian Society of England; lat. Societas Rosicruciana in Anglia) – nadležno za rad rozenkrojcerskog društva.[28]
  -  Generalni konvent Vitezova yorčkog kiža časti Amerike (Couvent général des Chevaliers de la Croix d'Honneur de York d'Amérique; engl. Convent General of Knights of the York Cross of Honour of America) – nadležan za rad Vitezova yorčkog kiža časti.[29]
  -  Pokrajinski veliki sud masonskog reda Ethelstana za Francusku (Ordre d'Athelstan pour la France) – nadležno za rad reda Ethelstana.
  -  Francuska pokrajina Cijenjenog društva slobodnih zidara, grubih zidara, zidograditelja, krovopokrivača, popločavača, žbukera i opečara – nadležno za rad operativnog zidarstva.

Pod zaštitom ove velike lože djeluje i Red DeMolay za dječake i mlade muškarce u dobi od 12 do 21 godine.
Vrhovno nacionalno vijeće je član Europske konfederacije vrhovnih vijeća (engl. European Confederation of Supreme Councils).
Vrhovni veliki kapitel masona Kraljevskog luka za Francusku je osnovan 2012. godine. Član je Međunarodnog općeg velikog kapitela slobodnih zidara kraljevskog luka (engl. General Grand Chapter Royal Arch Mason International).

## Vanjske poveznice
- Službena stranica